# Germarostes rotundatus
Germarostes rotundatus är en skalbaggsart som beskrevs av Renaud Maurice Adrien Paulian 1982. Germarostes rotundatus ingår i släktet Germarostes och familjen Hybosoridae. Inga underarter finns listade i Catalogue of Life.